# Tim Koller
Tim Koller (* 5. Juni 1981 in Oberndorf bei Salzburg) ist ein deutsch-österreichischer Schauspieler.

## Leben
Tim Koller, in der Nähe von Salzburg geboren, wuchs in Bayern auf. Die Schule besuchte er im oberbayerischen Burghausen. Seine Ausbildung zum Schauspieler absolvierte er in Burghausen und Hamburg, zunächst von Januar 2000–2001 an der damaligen Athanor Akademie für Darstellende Kunst in Burghausen und von September 2001-August 2003 an der Stella Academy in Hamburg. 2003 erhielt er den Friedrich-Schütter-Preis für Nachwuchsschauspieler.
Koller arbeitet als freier Schauspieler; meist ist er mit Stückverträgen für seine Rollen an die jeweilige Bühne gebunden.
Nach dem Studium ging es für ihn auf das Theaterschiff Bremen (2003 und 2005) und ans Bremer Theater am Goetheplatz (2004; als Tänzer in Victor/Victoria; Regie: Helmut Baumann). Weitere Stationen waren das Staatstheater Wiesbaden (2006; in La Cage aux Folles), ab 2006 dann das St. Pauli Theater in Hamburg, die Stockerauer Festspiele in Österreich (2006 und 2008). Am St. Pauli Theater spielte er u. a. Fedja in dem Musical Anatevka (2011–2013) und den Styler aus Wellingsbüttel in Nachttankstelle von Franz Wittenbrink.
Seit 2013 tritt er regelmäßig am im Hamburger Schmidt Theater auf der Reeperbahn auf. Seit der Uraufführung 2013 spielt er dort fünf (Ranjid|Dealer|Priester|Bofrostmann u. a.) verschiedene Rollen in der Musicalkomödie Die Königs vom Kiez. Im Februar 2015 folgte die Premiere seines Solostücks Cavequeen; diese Rolle spielte er erneut in der Wiederaufnahme ab September 2015. Mit dieser Produktion ging Koller auch auf Tournee; er gastierte damit u. a. am Boulevardtheater Dresden. Ab November 2014 spielte er am Schmidt Theater die Rollen des Gauklers Hieronymus und des Piraten Hauke in dem Kindermusical Der kleine Störtebeker.
Daneben ist er auch immer wieder, meist in kleineren Rollen, im Fernsehen, Notruf Hafenkante und Alarm für Cobra 11, und Kino, Buddenbrooks (2008; als Bote des Lübecker Senates) oder Hier kommt Lola (2010), zu sehen. Tim Koller ist auch als Moderator, Autor und Regisseur für zahlreiche Events und eigene Theaterproduktionen tätig.
Koller lebt seit 2001 in Hamburg. Dort wohnte er bisher schon in den Hamburger Stadtteilen Barmbek, Wandsbek, Farmsen und St. Pauli. Aktuell (Stand: November 2015) wohnt er in St. Georg.

## Filmografie (Auswahl)
- 2006/2007: Notruf Hafenkante (Fernsehserie)
- 2008:  Buddenbrooks
- 2010: Hier kommt Lola
- 2010: Alarm für Cobra 11 (Fernsehserie; Folge: Bad Bank)
- 2012: Die Pfefferkörner (Fernsehserie)
- 2021: Sturm der Liebe (Fernsehserie)
- 2022: Der Alte – Folge 444: Ein Tag im Leben
- 2022: Morden im Norden (Fernsehserie; Folge: Harte Prüfung)